# Janus van Cyprus
Janus van Cyprus (Genua, 1375 - Nicosia, 29 juni 1432) was van 1398 tot aan zijn dood koning van Cyprus en titulair koning van Cilicisch-Armenië en Jeruzalem. Hij behoorde tot het huis Poitiers.

## Levensloop
Janus was de oudste zoon van koning Jacobus I van Cyprus en diens echtgenote Helvis, dochter van Filips van Brunswijk-Grubenhagen, constable van Jeruzalem. Na het overlijden van zijn vader werd hij in september 1398 koning van Cyprus. Op 11 november 1398 werd hij gekroond in de Sint-Sophiakathedraal van Nicosia.
In 1402 probeerde hij Famagusta te heroveren, dat in handen was van de republiek Genua. Dit mislukte echter en in 1403 werd er na onderhandelingen een akkoord gesloten waarin afgesproken werd dat Famagusta in Genuese handen bleef. Later dwong Janus de Cypriotische bevolking echter om hoge belastingen te betalen om op die manier een leger samen te stellen en oorlogswapens te produceren, waarna hij drie jaar Famagusta belegerde. De belegering mislukte echter omdat de stad eveneens toegankelijk was langs de zee. Toen het beleg in 1406 eindigde, probeerde Genua Limassol te veroveren, maar ze werden verslagen door Janus.
In 1408 werd Cyprus getroffen door epidemieën en werd de landbouw verwoest door een sprinkhanenplaag. In 1419-1420 vond er opnieuw een epidemie plaats op het eiland. Ook bleef Cyprus een permanente basis van waaruit piraten en avonturiers opereerden. Na herhaaldelijke raids rond de Cypriotische kusten, waaraan ook Cypriotische edellieden deelnamen, kwam hij in conflict met de sultan van Egypte. Omdat Janus niet in staat was om de raids te stoppen stuurde sultan Barsbay meermaals militaire troepen naar Cyprus. In 1424 viel een kleine troepenmacht Limassol aan en in 1425 viel het Egyptische leger Famagusta aan. Daarbij werden eveneens Larnaca en de naburige omgeving van deze stad geplunderd. Vervolgens plunderde Egypte eveneens Limassol, inclusief het kasteel in de stad.
In de zomer van 1426 lanceerden de Mammelukken een grootschalige aanval op Cyprus. Ze arriveerden met een leger van 3.000 man en bezetten opnieuw Limassol. Janus bracht een leger bijeen en marcheerde van Nicosia naar Limassol. Hij vroeg eveneens militaire hulp uit Europa, maar tevergeefs: Genua was zijn vijand en Venetië wilde de handelsrelaties met de Egyptische sultan niet schaden. In juli 1426 kwam het tot de Slag bij Chirokitia, waarbij Janus door de Mammelukken gevangengenomen werd. Na tien maanden gevangenschap in Caïro en het betalen van een som losgeld werd hij terug vrijgelaten. Na hun overwinning werd Larnaca opnieuw geplunderd door de Mammelukken, daarna gevolgd door de Cypriotische hoofdstad Nicosia. Voordat ze het eiland verlieten namen de Mammelukken een grote buit en een groot aantal gevangenen mee. Door de moeilijke situatie in Cyprus de voorbije jaren kwam de bevolking in opstand. Het was een grote opstand die breed gesteund werd door de Cypriotische bevolking. De leider van de opstandelingen, ene Alexius, werd in Lefkoniko tot koning verklaard. De opstand werd met Europese hulp na tien maanden neergeslagen en rebellenleider Alexius werd op 12 mei 1427 geëxecuteerd, op de dag dat Janus terugkwam uit zijn gevangenschap in Caïro.
In juni 1432 stierf Janus op ongeveer 57-jarige leeftijd. Zijn zoon Jan II volgde hem als koning van Cyprus.

## Huwelijken en nakomelingen
In januari 1400 huwde Janus met Anglesia Visconti (1377-1439), dochter van Bernabò Visconti, heer van Milaan. Omdat het huwelijk kinderloos bleef, liet Janus zich tussen 1407 en 1409 van Anglesia scheiden.
In 1411 huwde hij met zijn tweede echtgenote Charlotte van Bourbon (1388-1422), dochter van graaf Jan I van La Marche. Ze kregen zes kinderen:
- Jan II (1414-1458), koning van Cyprus
- Jacobus (overleden in 1426)
- Anna (1418/1419-1462), huwde in 1433/1434 met hertog Lodewijk van Savoye
- Maria (overleden in 1437)
- een doodgeboren tweeling (1415)

Ook had hij drie buitenechtelijke kinderen:
- Aloysius (1408-na 1421)
- Gwijde (1410-1470), werd in 1428 door paus Martinus V gelegitimeerd
- een dochter die in 1427 huwde met Garceran Suarez de los Cernadilla, admiraal van Cyprus